# 九原郡
九原郡，中國古代行政區郡名，裴駰《史記集解》注為秦代三十六郡之一。

## 历史沿革
本原匈奴地，傳統上多認為九原郡為秦始皇三十三年（前214年），蒙恬取匈奴河南地後所置。清代至近代學者如全祖望、王國維、譚其驤等多持此說，辛德勇對此都一一詳細駁論，而劉師培、史念海、陳倉等人引用大量材料的考証，証明九原郡設置時間應於戰國趙武靈王時期。秦末，河南地又為匈奴所據。漢武帝元朔二年（前127年），匈奴侵入漁陽、上谷，殺千餘人。武帝令車騎將軍衛青“出雲中以西，至高闕，遂略河南地，至於隴西”。漢軍向北掠地至北假，遂以秦代九原郡故地“置朔方、五原郡”。
唐天宝、至德时又曾改豐州為九原郡，仍治九原。
九原郡治所，《水經注·河水》記載在九原（今包頭市西北）。轄境相當今內蒙古巴彥淖爾市東部至包頭市、呼和浩特市南部，黃河南岸的鄂尔多斯市北部地。曾修築秦直道連接咸陽和九原郡。轄縣可考有武都、河陰、九原、南輿、曼柏、莫䵣，西安陽、稒陽等8縣（后曉榮《秦代政區地理》）。